# Maurice Bouvier-Ajam
Maurice Bouvier-Ajam, né le 7 mai 1914 au Mans, mort le 25 octobre 1984, est un professeur d'économie politique et historien français, spécialiste d'histoire économique et sociale. Théoricien du corporatisme, il fonde en 1934 l’Institut d’études corporatives et sociales, qui recevra en 1941 le haut patronage du maréchal Pétain. Il se reconvertit à la Libération dans le marxisme.

## Biographie
Il soutient sa thèse de doctorat en droit sur le nationalisme économique de Friedrich List et commence avant la guerre une carrière d'enseignant à la faculté de droit de Rennes. Disciple du sociologue Georges Blondel et théoricien du corporatisme, il dirige l'Institut d'études corporatives et sociales dès sa fondation en 1934, alors qu'il est tout juste âgé de 20 ans. Après des débuts difficiles, il développe l'Institut sous le régime de Vichy, période durant laquelle le corporatisme est une partie essentielle de la doctrine sociale du nouveau régime.
À la Libération, sous l'influence de sa seconde épouse, militante communiste et ancienne résistante[réf. nécessaire], il adhère au Parti communiste français. Il crée en 1946 l'Institut de droit appliqué et rejoint le Centre d'études et de recherches marxistes au début des années 1960.
Il a aussi publié sur l'Antiquité tardive et l'époque mérovingienne.

## Distinctions
- Ordre de la Francisque

## Publications
- Frédéric List : sa vie, son œuvre, son influence, Paris, Sirey, 1938
- La doctrine corporative, Sirey, 1943
- Manuel élémentaire d'économie politique - 2 volumes ; A. Rousseau, éditeur, 1948
- Traité d'économie politique et d'histoire des doctrines économiques, Plon, 1952-54
- L'économie française au milieu du XXe siècle, LGDJ, 1955
- Histoire du travail en France des origines à la Révolution, 1957
- Les classes sociales en France (avec Gilbert Mury), Éditions sociales, 1963
- Manuel technique et pratique du maire et des élus et agents communaux, Éditions sociales, 1964
- Histoire du travail en France depuis la Révolution, LGDJ, 1969[5], prix Dodo de l'Académie française
- Essai de méthodologie historique, Le Pavillon-Roger Maria, 1970
- La Pologne entre hier et demain, Éditions sociales, 1972
- Alexandre Dumas ou cent ans après, Les Éditeurs Français Réunis, 1972
- Le Temps des empereurs gaulois, Paris, Le Pavillon, 1974, prix Durchon-Louvet de l’Académie française en 1975
- Matières premières et coopération internationale, LGDJ, 1976
- Recherche sur la genèse et la date d'apparition des corporations médiévales en France, LGDJ, 1972
- Dagobert, Roi des Francs, Tallandier, 1979
- Attila, le fléau de Dieu, Tallandier, 1982
- Les Empereurs gaulois, Tallandier, 1984 (réédition en 2000)